# Скандерборг
Скандерборг (дан. Skanderborg) је град у Данској, у средишњем делу државе. Град је у оквиру покрајине Средишње Данске, где са околним насељима чини једну од општина, Општину Скандеруп.

## Географија
Скандерборг се налази у средишњем делу Данске. Од главног града Копенхагена, град је удаљен 280 километара западно. Најближи значајнији град је Орхус, 25 километара североисточно од Скандерборга, који суштински његово предграђе.
Град Скандерборг се налази у средишњем делу данског полуострва Јиланд. Подручје око града је бреговито. Надморска висина града креће се од 20 до 80 метара. Град се образовао уз истоимено Скандерборшко језеро.

## Историја
Подручје Скандерборга било је насељено још у доба праисторије. Данашње насеље јавља се средином средњег века, око замка подигнутог 1171. године.
Насеље споро развијало, па је све до средине 20. века то било малено насеље.
И поред петогодишње окупације Данске (1940—1945) од стране Нацистичке Немачке Скандерборг и његово становништво нису много страдали.

## Становништво
Скандерборг је 2010. године имао око 18 хиљада у градским границама и око 57 хиљада са околним насељима.

## Галерија
- Скандерборшко језеро
- Главни улаз у Скандерборшки замак
- Црква Скандерборшког замка

## Партнерски градови
- Ајзенах
- Lidköping Municipality